# نولان كرومويل
نولان كرومويل (بالإنجليزية: Nolan Cromwell) هو مدرب رياضي أمريكي، ولد في 30 يناير 1955 في سميث سنتر في الولايات المتحدة.

## وصلات خارجية
- نولان كرومويل على موقع مرجع كرة القدم المحترفة.كوم (الإنجليزية)
- نولان كرومويل على موقع قاعة كنساس للمشاهير الرياضية (مؤرشف) (الإنجليزية)